# 南部町 (青森県)

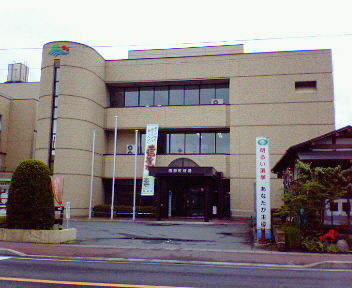
福地支所（2007年（平成19年）5月撮影）
合併前の福地村役場で、2021年（令和3年）8月まで役場本庁舎として使用。

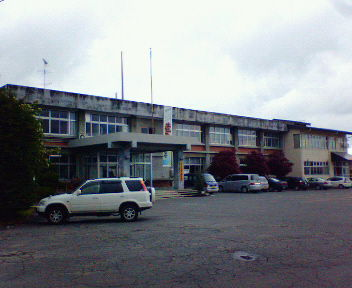
旧名川分庁舎（2007年（平成19年）5月撮影）
合併前は名川町役場だった。2015年（平成27年）、老朽化により解体。

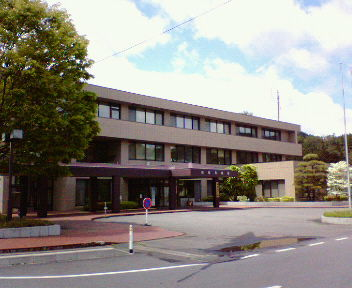
南部支所（2007年（平成19年）5月撮影）
合併前は南部町（なんぶまち）役場だった。2021年（令和3年）8月まで南部分庁舎として使用。

南部町（なんぶちょう）は、青森県三戸郡内の中央部に位置する町。

## 地理
南部町は青森県南東部、三戸郡内の東部に位置する。町の南部には標高615mの名久井岳があり、町の中心部を馬淵川が東西を横断するように流れている。
地形は、馬淵川沿いは平坦であるが、平地は少なく丘陵地帯が大部分を占める。

## 歴史
南部藩発祥の地である。町内には南部氏に縁の史跡が多数存在する。
旧名川町の歴史は名川町#歴史、旧福地村の歴史は福地村 (青森県)#歴史を参照

### 旧南部町
- 旧向村（むかいむら）
  - 1889年（明治22年）4月1日：小向村、大向村が合併し、向村となる。
- 旧平良崎村（へらさきむら）
  - 1889年（明治22年）4月1日：沖田面村、玉掛村、相内村、赤石村が合併し、平良崎村となる。
- 1955年（昭和30年）4月20日：向村と平良崎村が合併し南部村となる。
- 1959年（昭和34年）2月11日：町制施行により（旧）南部町（なんぶまち）となる。
- 2005年（平成17年）3月17日：（旧）南部町（なんぶまち）、名川町、福地村が2006年（平成18年）1月1日に新設合併する事を青森県知事に申請した。新町名は南部町（なんぶちょう）。

### 新・南部町
- 2006年（平成18年）1月1日：新制南部町発足。（旧）南部町（なんぶまち）と名川町、福地村が新設合併し南部町（なんぶちょう）となった。旧福地村役場が新・南部町役場本庁舎。旧名川町役場、旧南部町役場はそれぞれ、名川分庁舎、南部分庁舎となる。
- 2009年（平成21年）1月6日：町の木を『赤松』、町の花を『ぼたん』、町の鳥を『うぐいす』をそれぞれ制定。
- 2021年（令和3年）8月2日：大字平字広場28-1の新役場庁舎で業務を開始。これまでの本庁舎は福地支所、南部分庁舎は南部支所となり、それぞれ窓口業務のみの対応となる。

## 行政
- 町長職務執行者：二本木憲一（2006年（平成18年）1月1日 - 2006年（平成18年）2月11日）
- 町長：工藤祐直（2006年（平成18年）2月12日 - ）（通算4期）
  - 1955年（昭和30年）5月22日生（52歳） 略歴（旧名川町：職員、町長）

### 地区指定
南部町は国の定める以下の地区に指定されている。
- 過疎地域
- 辺地を有する市町村
- 農村地域工業等導入促進地区
- 都市計画法策定市町村

## 産業
町の基幹産業は、果樹栽培を中心とした農業である。リンゴ、サクランボ、ブドウ、セイヨウナシ（ゼネラル・レクラーク種）、カキ（ミョウタン）等の果樹、及び食用菊（阿房宮）の栽培を中心としている。全国で唯一の町営青果市場が運営されている。

### 郵便
- 名川郵便局（集配局） (84048)
- 上名久井郵便局（集配局） (84130)
- 福地郵便局（集配局） (84145)
- 三戸駅前郵便局 (84086)
- 諏訪平郵便局 (84159)
- 下名久井簡易郵便局 (84721)
- 門前簡易郵便局 (84725)
- 沖田面簡易郵便局 (84743)
- 三戸相内簡易郵便局 (84744)
- 名久井中町簡易郵便局 (84778)
- あかね簡易郵便局 (84781)
- 鳥舌内簡易郵便局 (84792)

## 地域

### 人口
平成27年に実施した国勢調査と前回の国勢調査からの人口の増減をみると、7.76％減の18,312人であり、増減率は県下40市町村中22位。
| |                                        |  |
| 南部町と全国の年齢別人口分布（2005年） | 南部町の年齢・男女別人口分布（2005年） |  |
| ■紫色 ― 南部町 ■緑色 ― 日本全国 | ■青色 ― 男性 ■赤色 ― 女性              |  |
| 南部町（に相当する地域）の人口の推移 \| 1970年（昭和45年） \| 24,997人 \| \| \| 1975年（昭和50年） \| 24,840人 \| \| \| 1980年（昭和55年） \| 24,495人 \| \| \| 1985年（昭和60年） \| 24,053人 \| \| \| 1990年（平成2年） \| 23,383人 \| \| \| 1995年（平成7年） \| 23,041人 \| \| \| 2000年（平成12年） \| 22,596人 \| \| \| 2005年（平成17年） \| 21,552人 \| \| \| 2010年（平成22年） \| 19,853人 \| \| \| 2015年（平成27年） \| 18,312人 \| \| \| 2020年（令和2年） \| 16,809人 \| \| |                                        |  |
| 総務省統計局 国勢調査より |                                        |  |
| 1970年（昭和45年） | 24,997人                               |  |
| 1975年（昭和50年） | 24,840人                               |  |
| 1980年（昭和55年） | 24,495人                               |  |
| 1985年（昭和60年） | 24,053人                               |  |
| 1990年（平成2年） | 23,383人                               |  |
| 1995年（平成7年） | 23,041人                               |  |
| 2000年（平成12年） | 22,596人                               |  |
| 2005年（平成17年） | 21,552人                               |  |
| 2010年（平成22年） | 19,853人                               |  |
| 2015年（平成27年） | 18,312人                               |  |
| 2020年（令和2年） | 16,809人                               |  |

### 所轄警察署
- 三戸警察署管内
  - 南部駐在所
  - 名川駐在所 ※2007年（平成19年）3月末にて剣吉駐在所が廃止されたため、名川地区全域を管轄する。
  - 福地駐在所

※2006年（平成18年）4月1日より、青森県警警察署再編計画に基づき、
八戸警察署管内だった旧福地村の地域を含む南部町全域を三戸警察署が管轄する。

### 所轄消防署
- 八戸地域広域市町村圏事務組合三戸消防署
- 八戸地域広域市町村圏事務組合三戸消防署名川分署
- 八戸地域広域市町村圏事務組合三戸消防署福地分遣所

### 教育

#### 高等学校
- 青森県立名久井農業高等学校

※以下は廃校。

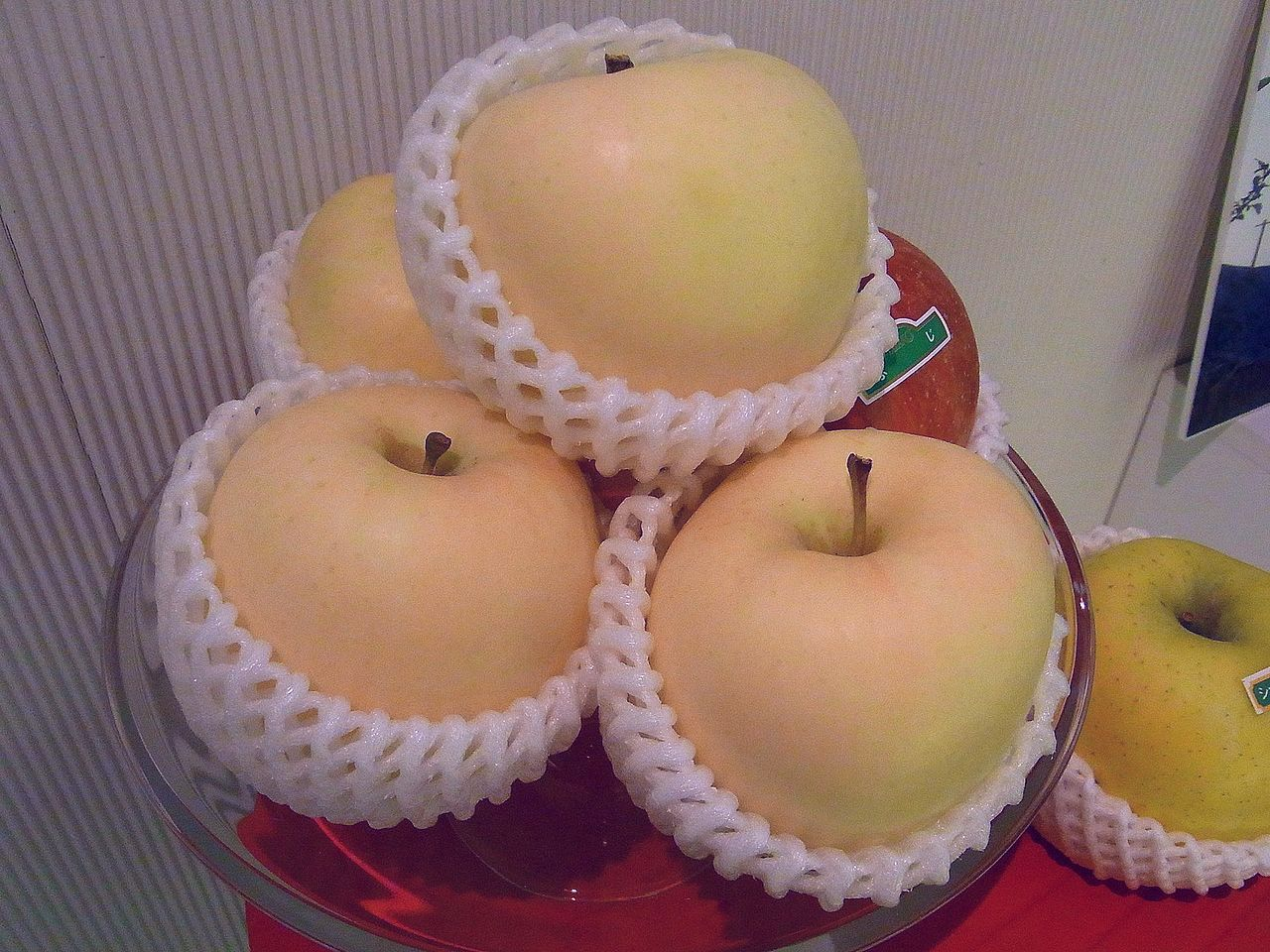
青森県立名久井農業高等学校の女子生徒が開発した「白いリンゴ」（2010年11月13日撮影）

- 青森県立南部工業高等学校（2015年・八戸工業高等学校へ統合）

#### 中学校
- 南部町立南部中学校
- 南部町立名川中学校
- 南部町立福地中学校

※以下は廃校。
- 南部町立杉沢中学校（2023年4月より・福地中学校へ統合）

#### 小学校
- 南部町立南部小学校（2023年4月より・旧南部小学校の校舎を利用）
- 南部町立名川小学校（2023年4月より・旧名久井小学校の校舎を利用）
- 南部町立福地小学校（2023年4月より・旧福田小学校の校舎を利用）

※以下は廃校

##### 旧・南部町
- 南部町立沖通小学校（1962年・向小学校へ統合）
- 南部町立二又小学校（1970年・向小学校へ統合）
- 南部町立相内小学校（1999年・南部小学校を統合新設）
- 南部町立平良崎小学校（同上）

##### 現・南部町
- 南部町立鳥舌内小学校（2006年・名川南小学校を統合新設）
- 南部町立鳥谷小学校（同上）
- 南部町立向小学校（2023年4月より・南部小学校へ新設統合）
- 南部町立名久井小学校（2023年4月より・名川小学校を新設統合）
- 南部町立名川南小学校（同上）
- 南部町立剣吉小学校（同上）
- 南部町立福田小学校（2023年4月より・福地小学校へ新設統合）
- 南部町立杉沢小学校（同上）

### 金融機関
- 青森みちのく銀行南部支店
- 青森県信用組合
  - 名川支店
  - 三戸支店南部出張所

※：旧南部町・福地村域には郵便局・JA以外の金融機関の支店を置いていない。ただし旧南部町・福地村域に関しては青森銀行のATMのみが存在する。

### その他主要機関

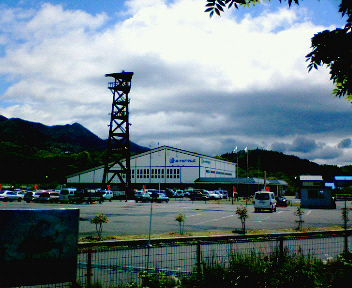
ボートピアなんぶ（2007年（平成19年）5月撮影）

- 南部町営地方卸売市場
- ボートピアなんぶ（競艇場外舟券発売場）
- 国民健康保険南部町医療センター

## 交通

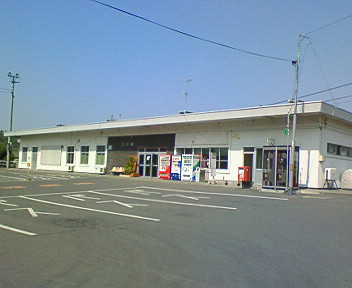
三戸駅

### 鉄道
- 青い森鉄道
  - 青い森鉄道線：三戸駅 - 諏訪ノ平駅 - 剣吉駅 - 苫米地駅

※東北新幹線も当町南東部を通っているが、当町内に駅は無い。

### 路線バス
- 岩手県北自動車（南部支社）
- 南部町多目的バス（福地・南部地区を運行）
- ながわ里バス（名川地区を運行）

### 道路
- 一般国道
  - 国道4号
  - 国道104号
- 県道
  - 主要地方道
    - 岩手県道・青森県道33号軽米名川線
    - 青森県道42号名川階上線
    - 青森県道45号十和田三戸線

  - 一般県道
    - 青森県道134号櫛引上名久井三戸線
    - 青森県道143号南部田子線
    - 青森県道152号三戸停車場線
    - 青森県道155号剣吉停車場線
    - 青森県道214号苫米地兎内線
    - 青森県道222号赤石沖田面線
    - 青森県道223号福田苫米地線
    - 青森県道224号高瀬諏訪平停車場線
    - 青森県道225号中野北高岩停車場線
    - 青森県道227号名久井岳公園線
    - 青森県道233号浅水南部線
    - 青森県道258号三戸南部線

## 友好交流都市
- 神奈川県横浜市栄区

## 名所・旧跡・観光スポット・祭事・催事

### 旧跡
- 南部安信の墓（県重宝）

南部氏23代目安信の墓
- 南部信直夫妻墓所（町指定有形文化財）

南部氏26代目信直の墓所
- 南部利康霊屋〔小向字正寿寺〕（国の重要文化財）

南部氏27代目利直の四男利康の霊屋
- 南部利直霊屋 〔小向字正寿寺〕（県重宝）

南部氏27代目利直の霊屋
- 聖寿寺館（本三戸城）跡（国の史跡）

南部氏24代晴政の時代に家臣の放火により焼失するまでの200年間に渡り南部氏の本城とされていた。周辺の馬場館、平良ヶ崎館、相内館他とあわせて本三戸城を構成する。（聖寿寺館跡本体・三光寺地区・本三戸八幡宮地区）
- 三光寺

南部氏の菩提寺
- 恵光院

長谷寺とも呼ばれる。1390年創設と伝えられる。
- 諏訪神社

南部氏が甲州より糠部入りにあたり、諏訪大明神を歓請。
- 本三戸八幡宮

南部氏信仰拠点の一つ
- 白華山法光寺

鎌倉幕府執権北条時頼により1279年（弘安2年）開基。三重塔で有名。
- 法師岡館跡

自然の地形を利用して作られた館、四戸南部氏族の居館と伝われる。
- 杉沢館跡
- 厳島神社

1724年（享保9年）建立
- 御獄神社

1544年(天文13年)建立
- 天狗杉 〔大向字長谷、恵光院〕

県天然記念物、推定樹齢300年。幹の上部が帯化（石化）している。
- 爺杉 〔法光寺字法光寺〕

県天然記念物、推定樹齢1000年で、法光寺開山の後、間もなく植えられたもの。
- 法光寺参道松並木 〔光寺字法光寺〕

県天然記念物、推定樹齢300年。

### 観光スポット
- 長谷ぼたん園

3.3haの敷地内に130種8000本の牡丹が植栽。
- 名久井岳県立自然公園
- 名川チェリーセンター
- ドライフラワーセンター
- そばの里けやぐ
- チェリリン村
- バーデハウスふくち

村営温泉施設
- ふくちアイスアリーナ

アイスホッケー競技公認スケートリンク
- 福田温泉

### 祭事
- 南部駒おどり

約250年前より伝わる伝統芸能
- 厳島神社例大祭
- 御獄神社例大祭
- 苫米地神明宮例大祭
- ジャックドまつり
- 南部七踊り全国大会
- 諏訪神社例大祭（名川秋祭り）
- 名川えんぶり
- 名川春まつり
- 名川秋まつり
- なんぶまつり
- なんぶサマーフェスティバル

## 出身有名人
- 佐藤亮一 (翻訳家) - 新聞記者・翻訳家:代表作に『翼よ、あれがパリの灯だ』など
- 泉山信一（企業家）：三八五グループ創設者
- 白木茂 - 児童文学者・翻訳家
- 玉川善治（実業家）：プロダクション人力舎代表取締役社長
- 坂本サトル（歌手）
- 根市寛貴（元プロ野球選手 - 投手）：巨人-近鉄-楽天
- 坂本勉（競輪選手）：ロサンゼルスオリンピック自転車競技銅メダリスト
- 石橋学（自転車ロードレース選手）
- 琴けい子（歌手）
- 久保田和泉（NHK青森放送局契約キャスター）
- 松村恵里（NHK青森放送局契約キャスター）
- 赤石佳美（声優）
- 日向端隆寿（元床寿）
- 赤石清美（参議院議員）
- 小笠原早紀  (声優)

## 電話番号
南部町内の電話番号は、旧町村により市外局番が異なる。旧福地村域・旧名川町域は八戸市などと同じ「0178」(八戸MA) となっており、旧南部町域は三戸町などと同じ「0179」(三戸MA) となっている。